# ブローニングM1918自動小銃
ブローニングM1918自動小銃（Browning M1918 Automatic Rifle）は、アメリカ合衆国で開発された自動小銃である。アメリカ軍をはじめとする各国軍において、20世紀を通して使われた。
「Browning Automatic Rifle」の頭文字を取ってBARと略される。現在のブローニングの民間用猟銃にも「BAR」という製品があるが、本銃とは完全な別設計である。

## 概要

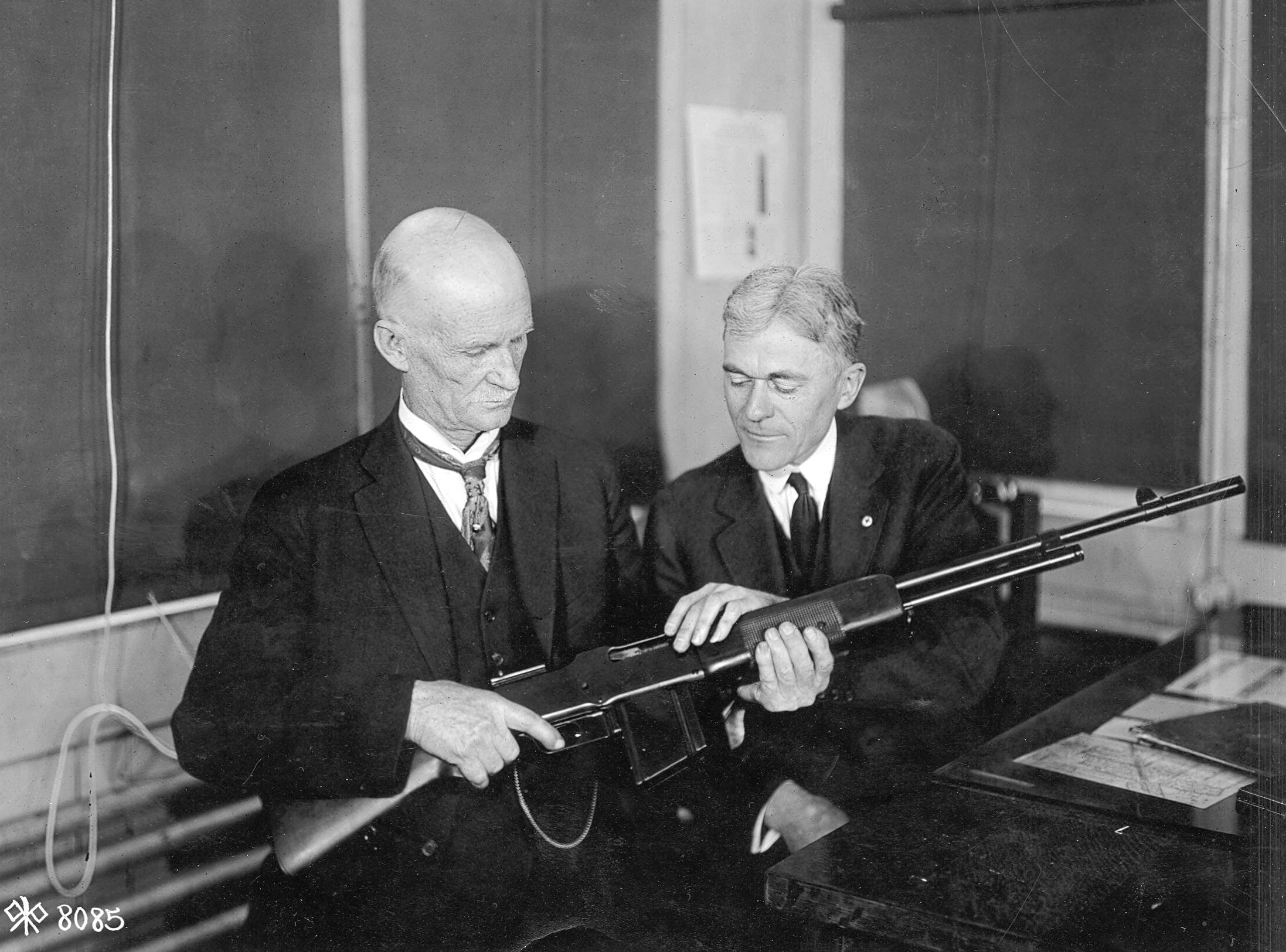
BAR自動小銃を持つジョン・ブローニングとウィンチェスター社のライフル専門家バートン氏

1917年、銃器設計技師のジョン・M・ブローニングにより設計された。フルオートとセミオート射撃を選択でき、軽機関銃のようにも使え、一人で運搬できて歩兵分隊の移動に追従する分隊支援火器の始祖とも言える存在である。1917年採用にもかかわらず「M1918」という名称が与えられているのは、先立って採用されていたブローニングM1917重機関銃との混同を避ける為だった。
ガスオペレーション方式、空冷、弾倉装弾式の銃器である。アメリカ軍用に製造されたものは、.30-06（7.62x63mm）弾を標準採用していた。重さは形式により異なるが、無装填の時7.3-8.6kgである。弾倉の装弾数は20発。
作動機構は、オープンボルト式のガス圧作動方式であり、ティルトボルト式のボルト閉鎖機構が採用されている。銃身の下にあるロングストロークガスピストンにより作動し、オペレーティングロッド（ガスピストン）の前進に伴いロッド上のボルトキャリア後部にあるカムが回転し、ボルト後部が斜めに上昇しボルト後端がレシーバー内部上面の窪みにはまることによりボルトが閉鎖され、オペレーティングロッド（ガスピストン）の後退に伴いボルト後部が下降することでボルトが開放される。撃発はボルトキャリアの前進に伴い、ボルトキャリア内部のストライカーが撃針を押し出すことにより行われる。引き金の左後ろにある切替レバーによって射撃モードを選択でき、切替位置は前方からセミオート（F）・フルオート（A）・安全（S）であった。銃身の先端には円筒状の[[フラッシュサプレッサー|制焔器]]が取り付けられていた。

## 歴史と運用

### 第一次世界大戦
1917年4月6日にアメリカ合衆国が第一次世界大戦に参戦した時点で、アメリカ軍は決して十分な装備を有していた訳ではなかった。M1903小銃やM1911ピストルのような優れた（当時最新式の）火器は不足し、それ以外は旧式あるいは性能で劣るものばかりだった。とりわけ軽機関銃の不足が深刻で、これを補うべく同盟国フランスからショーシャ機関銃（アメリカ兵は名の発音を面白がり「ショーショー」と呼んだ）を輸入したものの、前線での評判は芳しいものではなかった。同時期、ブローニングはコルトにて新型自動小銃の設計を行っていた。
1917年5月1日、陸軍長官により招集された兵器委員会において、ブローニングが設計した自動小銃の採用が決定した。現在よく知られるブローニング自動小銃（Browning Automatic Rifle, BAR）という名称が広まるまで、この銃はブローニング・マシン・ライフル（Browning Machine Rifle, BMR）と呼ばれていた。軍部はBARの早急な大量生産を要請したが、当時コルトの生産力は限界に達していた上、新たな工場を準備する時間的な余裕も残されていなかった。その為、アメリカ政府はコルトおよびブローニングと戦時特許権に関する契約を結ぶこととなる。1917年9月、マーリン＝ロックウェル、ウィンチェスター・リピーティングアームズがBARの製造契約を結ぶ。コルトを含むこれらの3社は既にあらゆる兵器製造に関わっていたが、BARの生産は特に優先して実施された。また、この時点でBARはブローニング自らが手がけたオリジナルの1丁以外に存在せず、詳細な仕様や設計図などは用意されていなかった。ウィンチェスターはコルトからレンタルしたオリジナル銃を元に図面や設計図をわずか1週間で作り上げ、マーリンの生産ライン準備にも協力した。ウィンチェスターからの出荷は1917年12月に始まり、コルトとマーリンはそれぞれ1918年2月および1918年1月から出荷を開始した。前線での支給が始まったのは1918年夏頃からである。
当時の自動小銃班は射手、装填手、弾薬手の3人から成り、あわせて960発（弾倉48個）の弾薬を携行した。射手用の弾倉入れベルトは突撃射撃（marching fire）に用いることを想定した特殊なもので、BAR用弾倉8個とM1911ピストル用弾倉2個を収納できたほか、右腰にあたる箇所には腰だめにBARを構えた際に銃床を引っ掛けて固定する為の金属製カップが取り付けられていた。

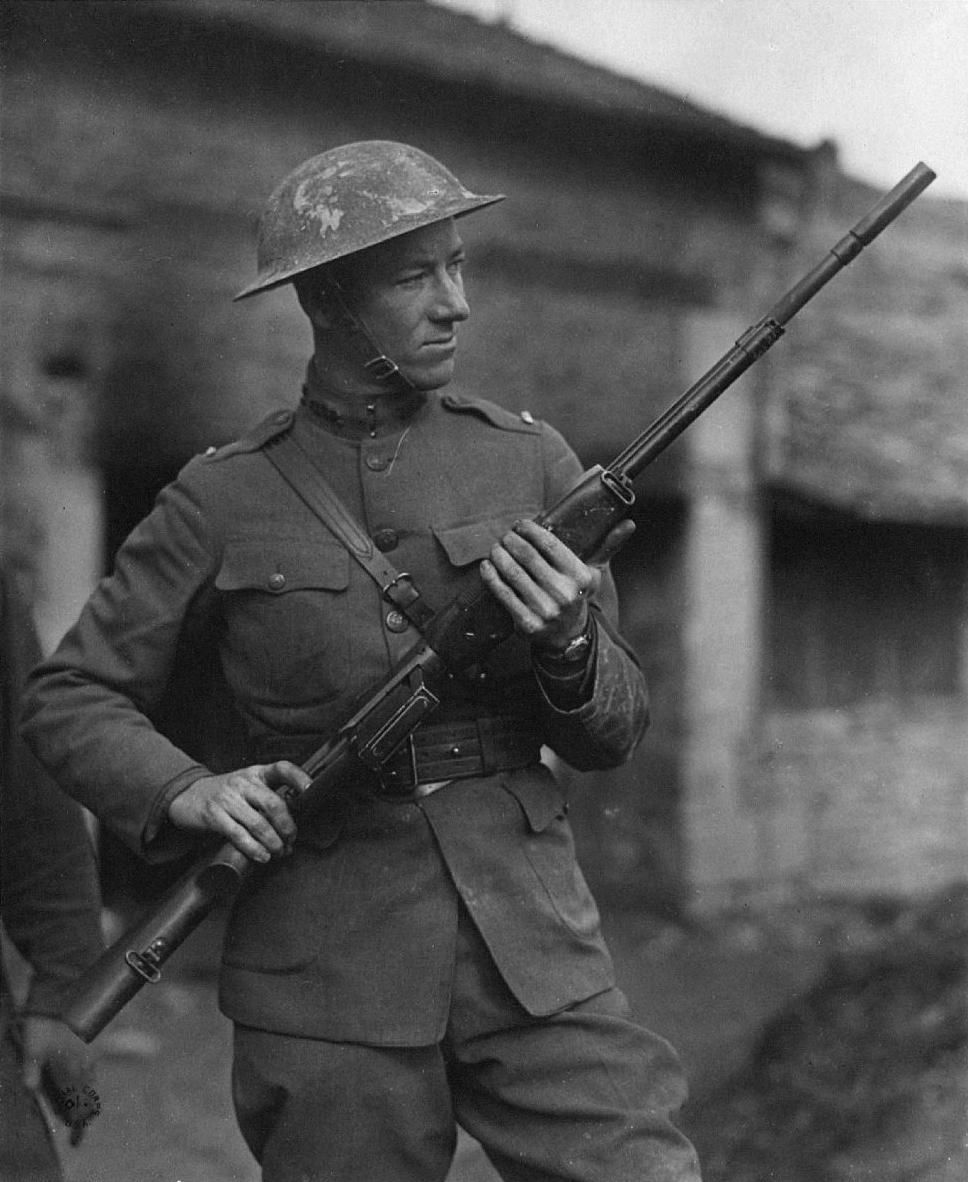
ジョン・ブローニングの息子、ヴァル・A・ブローニング中尉。M1918を手にしている

1918年9月、ムーズ・アルゴンヌ攻勢の際に第79歩兵師団によって初めて実戦に投入された。BARは戦闘の中で非常に高い評価を受けることとなったが、何らかの理由から一般的な装備供給の枠組みから外されていた。配備が実施された部隊はアメリカ遠征軍（AEF）のうち4個師団のみで、他師団では終戦までショーシャ機関銃が使用された。配備が制限された正確な理由は定かではないが、訓練および配備を行うだけの時間的な余裕がなかった、あるいは十分な配備が行われる前にドイツ側に鹵獲されることを恐れたといった理由からだと言われている。1918年11月にはドイツと連合国の休戦協定のもとで戦闘が停止するが、BARの製造は引き続き行われた。休戦までに52,238丁のBARが出荷され、1919年末に生産が停止した時点の出荷数は102,125丁だった。
BARは当時としては比較的軽量な自動火器であった。従来の歩兵銃の役割を兼ねることも期待され、射撃精度を確保するためM1903小銃と同等の長銃身やM1917小銃と同型の照準器を備えていた。射撃はもっぱらセミオートで行われ、フルオート射撃は支援射撃が必要な場合や緊急時のみ実施された。セミオート射撃時の精度は歩兵銃と同程度か、多少優れていたと言われている。

### 戦間期
1920年代から1930年代にかけて、アメリカ軍が世界各地で実施した小規模な軍事作戦でもBARは使用された。また、州兵の武器庫などから強奪されたBARが犯罪者によって使用された事例もある。特に有名なのはボニーとクライドである。クライド・バロウは州兵の武器庫から盗んだBARの銃身を切り詰めたものを使っていた。
1920年2月27日、歩兵および騎兵委員会の要請のもと、M1919A4機関銃に代わる騎兵用軽機関銃モデルの設計が行われた。このモデルはM1922と呼ばれ、放熱フィン付きの重銃身、二脚、銃床下の伸縮式単脚、改良型照準器などの変更が加えられていた。重量は装填状態で25ポンドあり、31ポンドあったM1919よりも軽量だった。また、これに合わせて銃および弾薬を運搬する専用の鞍も設計されたほか、30連発ないし40連発の大型弾倉も検討された。その後、結局広く使われることはなく、M1922の大部分は歩兵用に再改修され、1941年4月10日には正式に退役が宣言された。
1937年、M1918を改良したM1918A1が設計される。

### 第二次世界大戦

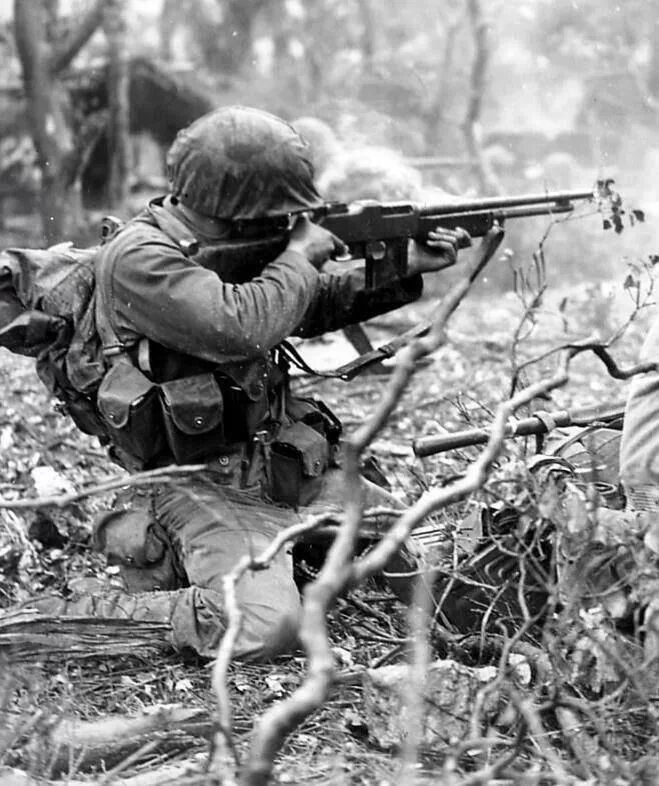
アメリカ海兵隊のM1918射手（1944年）

第二次世界大戦参戦直前、M1918A2が設計された。M1918やM1918A1は1940年代初頭を通じてM1918A2へと改修されたが、一部は未改修のままレンドリース法のもとイギリスへと送られたり、アメリカ兵によって前線で使用されることもあった。真珠湾攻撃を受けて第二次世界大戦へ参戦すると需要が増し、IBMおよびニューイングランド・スモールアームズの2社が新たにM1918A2の製造契約を結んだ。これら2社によって208,380丁のBARが製造された。太平洋戦線でもBARは人気のある装備の1つだったが、一方で最新型のM1918A2は初期型に比べてあまりにも重い為に苦情が相次いだ。
この頃にはBARよりも軽量な自動火器が既に普及していたため、重量があるBARはかつて想定された歩兵銃を兼ねる「自動小銃」としての役割よりも、機関銃的な運用に重点を置いた分隊支援火器としての役割が主に期待されるようになっていた。二脚などの追加が行われたのもこうした運用方法の変化を踏まえてのことであった。しかし、M1917やM1919といった本格的な機関銃と比較した場合、弾倉装填式であるために射撃の持続性で劣る上、銃身交換が容易に行えない点は大きな欠点とみなされた。追加された二脚も、重くかさばるうえ調整が難しいため、多くの射手はBARから脚を取り外し結局は普通の小銃のように用いていた。
BARに弾帯給弾や交換可能な銃身といった機関銃的機能を追加する設計は何度か試みられている。例えば、1932年頃にベルギーで設計された改良型BARであるFN Dは交換可能な銃身を備えており、1933年にはアメリカのウィリー・T・ムーア技師（Wiley T. Moore）がBAR用弾帯給弾機構の特許を取得したほか、スウェーデンでも後に国産BARの弾帯給弾型が試作された。
BARはアメリカ海軍において洋上哨戒用飛行船用の武装としても使用され、フォアグリップと二脚を外したものがボールマウント式銃架に装備して用いられた。アメリカ海軍の運用した哨戒飛行船には航空機銃として一般的なAN/M2 .50口径機関銃を装備したものもあるが、飛行船に複数の機銃を装備するにあたり狭いゴンドラの中ではM2よりもBARの方が小型軽量で適していると考えられたためである。また、これらは浮遊機雷の銃撃処分用でもあったと考えられている。

### 第二次世界大戦後

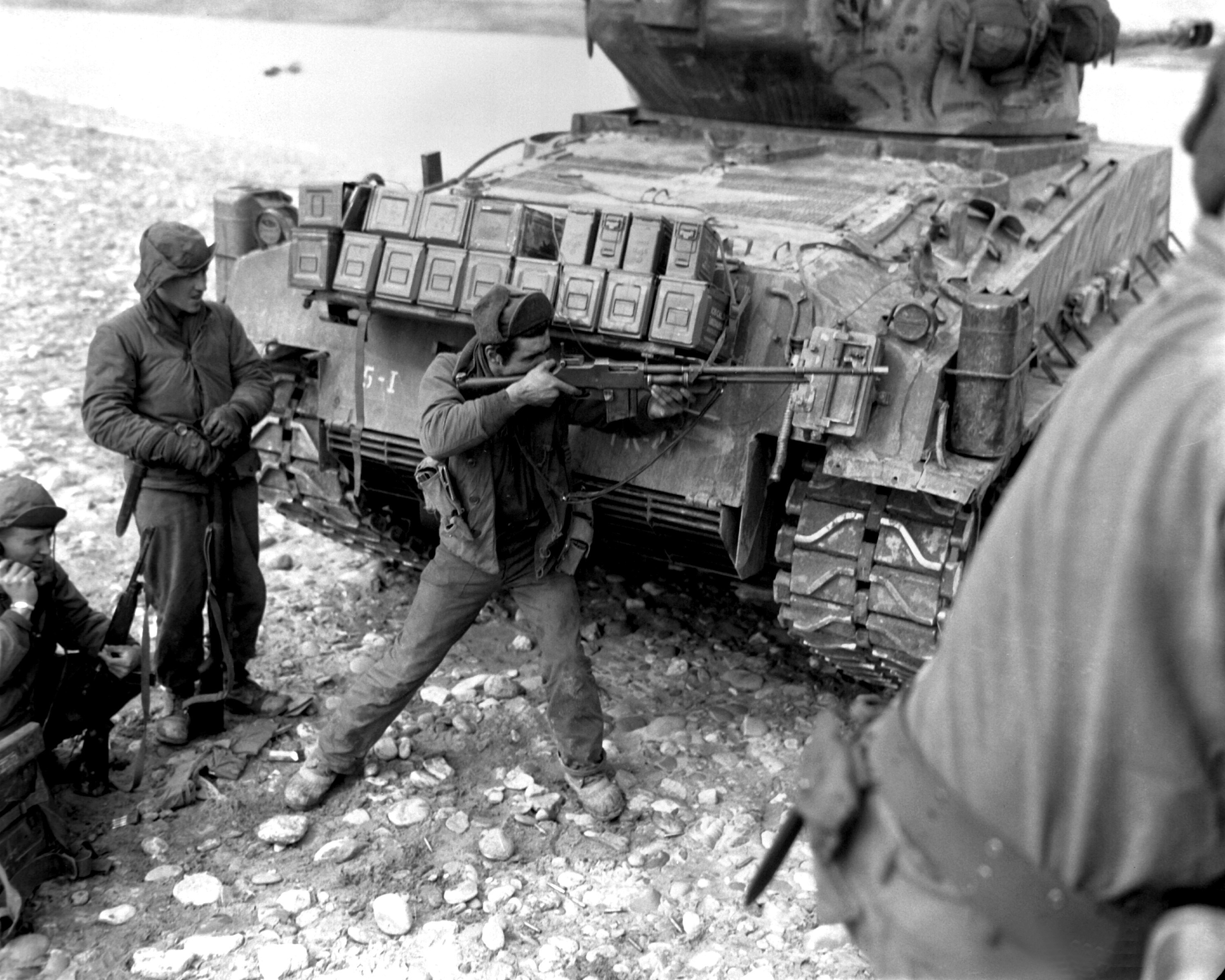
朝鮮戦争期に撮影されたM1918A2射手（1951年2月23日）

第二次世界大戦を経てBARの設計は旧式化しつつあったが、その後の朝鮮戦争でもBARは使用され、1950年代初頭にはロイヤル・マクビー社による再生産が行われた。この時期に生産されたBARは第二次世界大戦末期のモデルと類似しており、銃身にキャリングハンドルが追加されていた。1957年、新たな歩兵銃として採用されたM14小銃は、M1ガーランドだけではなく、アメリカ軍における標準的な歩兵用小火器、すなわちM1/M2カービン、M3/M3A1短機関銃、そしてBARの全てを同時に更新した。また、1950年代後半には中機関銃と位置づけられたM60機関銃が採用され、以後BARは徐々に姿を消していった。
しかしベトナム戦争が始まった時点でも多数のBARが残されており、その多くは南ベトナム軍に支給された。BARは南ベトナム軍の主力軽機関銃となったが、重量や大きさのために好まれなかったという。アメリカ陸軍特殊部隊群（グリンベレー）によって山岳民族（Montagnard）の民兵に供給された例もある。また、第一次インドシナ戦争の際にはフランス軍に対して大量に供給されており、ベトミン側でもフランスからの鹵獲品、あるいは中国から給与された朝鮮戦争時の鹵獲品が広く用いられた。ベトナム戦争時にはこれらのBARがベトコンによって使用されていた。
大戦中に大量生産されたBARは、M1ガーランドなどとともに多数の国・組織に供与され、国によっては1990年代まで使われ続けた。日本に対しても供与され、警察予備隊が装備した。自衛隊に改編されたあとでも使われ続けたが、陸上自衛隊では1960年代後半には62式7.62mm機関銃と64式7.62mm小銃と交代し、予備装備品となっていった。航空自衛隊では、2010年代まで武器庫に保管されていたという。ポーランド、スウェーデン、ベルギーはBARの発展型として、ピストル式グリップの採用と、素早く交換できる銃身に改修したモデルを製造した。
アメリカの銃器メーカーで、第二次世界大戦当時の銃火器の整備と修理を手掛ける銃器整備会社でもある、オハイオ・オードナンス・ワークス（Ohio Ordnance Works, OOW）社では、1918A3 SLRという製品名でセミオート射撃のみ可能なBARのほか、H.C.A.R.（Heavy Counter Assault Rifle）というBARの近代化モデルを製造している。
BARは、開発者ジョン・ブローニングと協力関係のベルギーのFN社でも製造された。FN社はBARのメカニズムを基礎として、ベルト給弾機構と交換可能の銃身を持つ、広く採用されている傑作汎用機関銃FN MAGを開発した。
- 1969年に米陸軍省が作成したM1918A2のマニュアル。

## 主なバリエーション

### 軍用モデル

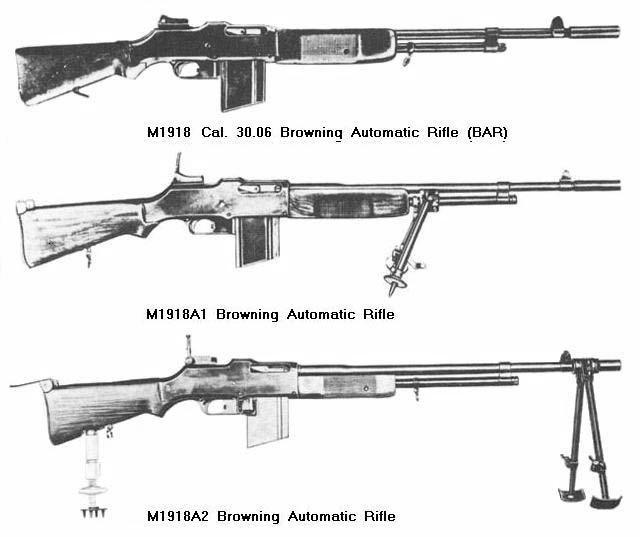
M1918、M1918A1、M1918A2

M1918
1917年に設計された最初期モデル。
フル/セミオート射撃を切り替えられるセレクティブファイア機能を備える。銃身長は24インチで、ネジが切られた円筒形の消炎器が取り付けられていた。機関部などにはブルーイング処理を施した高級な商用等級の金属が、チェッカリングが施されたハンドガードや銃床にはクルミ材が用いられていた。照門と台尻はM1917エンフィールドと同型だった。
以後のモデルと異なり、二脚は取り付けられていなかった。給弾は着脱式の20発箱型弾倉から行う。より多弾数の弾倉を用いる試験も行われたといわれている。
M1918A1
1937年に設計されたM1918の改良型。
スパイク付きのヒンジ式二脚がガスシリンダー部に設けられた。銃床後端に開閉式の床尾上板が追加され、フルオート射撃時に開いて肩に掛けることで姿勢を安定させることができた。また、銃身の冷却効率を向上させる為にハンドガードは低く切り詰められた。
既存のM1918からの改修のみで、新規調達は行われなかった。
M1918A2
分隊支援火器的性格の強められた最終改良型。
二脚はA1とよく似た形状だが、ガスシリンダー部ではなく消炎器上で蝶ネジを締めて固定されている。肩当てプレートの形状が改められ、伏せ撃ちを補助するため銃床下に単脚が追加された。ハンドガードはさらに小型化され、照門はM1919A4機関銃と同型のものに改められた。弾倉を装填しやすくする為のマガジンガイドがトリガーガード前に追加された。セミオート射撃は不可能となり、代わりに発射速度をおよそ300 - 450発/分と500 - 650発/分のいずれかから選択するようになった。重量が16ポンド(7.2kg)程度だったM1918に比べ、様々な追加部品によってM1918A2は20ポンド(9.0kg)程度と重くなった。特に二脚は重い上に移動したことで立ち撃ちでの重心が前に寄ってしまい、また畳むのにいちいち蝶ネジを締め直す必要があって不便であり、前線では取り外して運用する兵士も少なくなかった。
M1918およびM1918A1からの改修が行われ、第二次世界大戦参戦後には新規調達も行われた。
M1922
騎兵用機関銃として設計されたモデル。制式にはM1922騎兵用機関小銃（M1922 Cavalry Machine Rifle）などと呼ばれた。
軽量で射撃精度の高い「自動小銃」としての性質と、射撃の持続力に優れる「機関銃」としての性質の両立が期待されていた。放熱フィン付の短重銃身、やや短いハンドガード、スパイク付き二脚、着脱可能な銃床用短脚が追加されていた。重量が増したため、馬にM1922を運搬させるためのM1機関小銃吊具（M1 Machine Rifle Hanger）が開発された。これは66ポンド分の装具を吊るすことが可能で、銃本体と共に金属製弾薬箱（300発分）を4つと予備部品を運ばせることが可能だった。
結局、機関銃として十分な性能を確保することはできず、少数調達に留まった。

### 民生用モデル

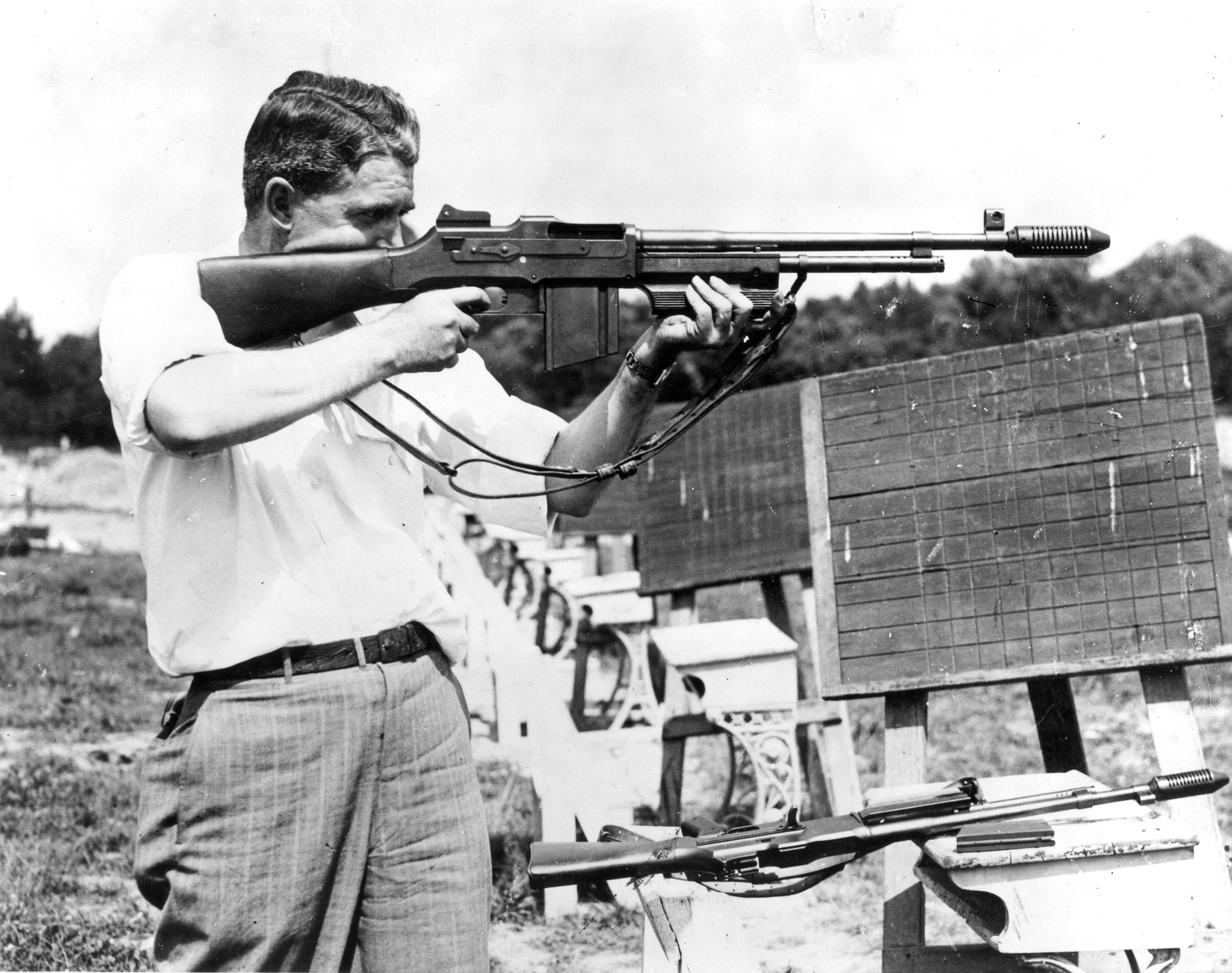
コルト・モニターを構えるFBI捜査官。

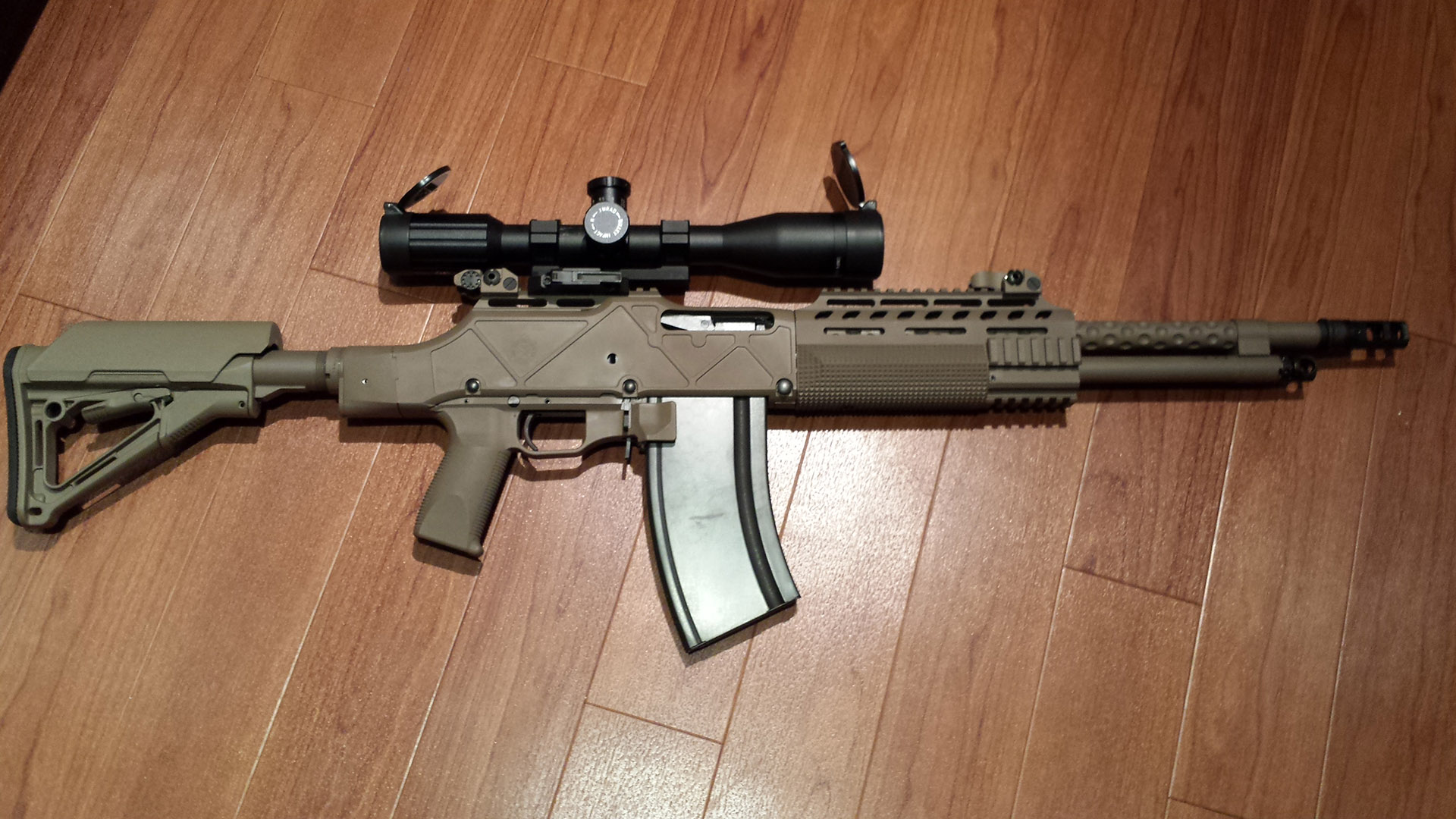
HCAR

コルト製モデル
コルト社では第一次世界大戦直後から輸出・民生販売用モデルの開発に着手した。製品名はColt Automatic Machine Rifle, Model of 1919で、基本的な構造はM1918と変わらなかったが、消炎器が省略されていたほか、リコイルスプリングがガスチューブから銃床に移されていた。1919年から1923年までに合計1,003丁が出荷され、このうち701丁はFN社向けの6.5mm口径モデルであった。残りの302丁には、.30-06、7.92mmモーゼル、7.65mmモーゼル、7mmモーゼルなどの仕様が含まれた。また、新たな軽機関銃の採用を模索していたイギリス向けに少数生産された.303ブリティッシュ仕様のモデルもここに含まれている。
1924年、M1919に改良を加えたR75が発表された。様々な改良が加えられていたが、ピストルグリップの追加が最も大きなものである。製品としては高価で売上は振るわなかった。ヨーロッパではライセンス契約に基づいてFN社から販売され、後に設計されるFN社製モデルの原型となった。その後、開口部を覆うカバーと着脱可能な銃身を備えたR75Aが設計され、1942年にオランダ購買委員会（Netherlands Purchasing Commission , NPC）向けに832丁が製造された。
1931年、R75を原型とするR80が発表された。コルト・モニターの通称でも知られる。R75と比べると、軽量な短銃身や大型の消炎器が主な変更点となる。当時、アメリカの法執行機関ではトンプソン・サブマシンガンが広く使用されていたが、自動車を射撃する場合.45ACP弾では貫通力が不足することが多く、より貫通力のある自動火器の需要が生まれていたのである。
生産数は少なく、連邦捜査局（FBI）のほかには海兵隊の特殊部隊、刑務官、銀行警備員などが使用したという。また、アルゼンチン陸軍が7.65x53mm仕様のモニターを購入していたとも言われている。重量は13.2ポンド(5.9kg)。

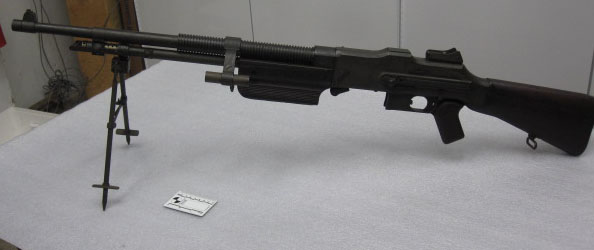
R75A

オハイオ・オードナンス・ワークス製モデル
1996年、オハイオ・オードナンス・ワークス社（Ohio Ordnance Works, OOW）は、M1918A2を原型とするセミオートのみの民生用モデルとして、1918A3-SLRを発表した。SLRは「Self Loading Rifle」の略。外見はM1918A2をほぼ完全に再現していたが、機関部はフルオート射撃機能を付与できないように再設計された。射撃はクローズドボルトの状態から行われ、セレクタレバーは安全と射撃の2点式である。後にM1918を再現したものや、コルト社からのライセンスを得てコルト製モデルを再現した限定生産型も発表された。
1918A3-SLRの発表後、スコープレールやピストルグリップなど、本来M1918が備えない近代的な機能の追加を求める声が多く届いたことから、OOWではこれらを備えた近代的なモデルの設計に着手した。2013年、Heavy Counter Assault Rifle（HCAR）として1918A3-SLAの近代化モデルが発表された。外見上はやや短い銃身、ピストルグリップを持つ直銃床型のシルエット、6点式のマグプル製伸縮式銃床、ピカティニー・レールといった要素が特徴である。また、軽量化のため、各所に肉抜き加工が施されている。1918A3-SLAにはなかったホールドオープン機能が追加されている。
30連発弾倉はHCARと同時に発表されたオプションである。これはM1918で対空射撃を行う際に用いることを意図して作られた40連発弾倉の写真に触発されたアイデアであった。

### 外国製モデル
FN Mle 1930
1920年代、ベルギーのFNはコルト製BARのライセンス生産で培ったノウハウを活かし、独自モデルの設計に着手した。最初にFN製BARを購入したのはポーランドである。これはコルト社が1925年に発表したR75の改良型で、1927年に契約が結ばれた後、ポーランド軍がwz.1928として採用した。1930年、Mle 1930として知られるモデルが設計された。Mle 1930には、デュドネ・セイブ技師が手がけた射撃速度の変更機能が組み込まれていた。切替レバーを操作すると、安全・緩速フルオート・急速フルオートを選択することができた。1940年まで7.65x53mm仕様と7.92x57mm仕様の製造が行われ、主にベルギー軍が購入したほか、中国やチリ、エチオピアなどにも輸出された。
その後、FN Dとして知られる改良型も設計された。DすなわちDemontable（フランス語で着脱可）の名称が示す通り、銃身が交換可能とされていたほか、機関部の構造も大幅に改良され、分解組立が容易となっていた。キャリングハンドルや改良型照準器もFN Dの特徴である。FN Dは第二次世界大戦勃発の時点で存在したBAR派生型のうち最も先進的ではあったものの、売上は振るわなかった。後にベルギーを占領したナチス・ドイツも、MG34と比較して装弾数の少なさなどの欠点があるとしてFN Dの再生産を行わなかった。戦後は一部改良を加えて生産が再開したものの、ベルギー軍以外ではエジプト軍などが購入したのみだった。FN Dを7.62x51mm仕様に改めたFN Modele DA1はBARの設計を直接踏襲した火器としては最後の1つとされ、ベルギー軍とイスラエル軍のみが採用した。FN Modele DA1は1967年に生産が終了した。
Kg m/21
スウェーデン向けモデル。
1920年、スウェーデンはコルト製BARを700丁購入した。これらはスウェーデンの標準小銃弾であるm/94弾（6.5x55mm弾）仕様に改められていたほか、オリジナルのM1918とは異なり、着脱可能なピストルグリップや二脚を備えていた。1921年にはkg m/21（1921年式自動小銃）として制式採用され、1923年にはカールグスタフ・ファクトリーでの国内製造が始まった。m/21の重量は後のM1918A2とほぼ同等の19.6ポンド（8.9kg）だった。
1930年代半ばから交換可能な銃身などの改良を取り入れることが模索され、その結果として設計されたのがm/37である。m/37は木製フォアグリップが除かれ、銃身が交換可能とされたほか、キャリングハンドルが追加されていた。Ksp 58が採用されるまでスウェーデン軍の主力軽機関銃として運用されたほか、後方部隊では1970年代まで使用されたと言われている。
wz.1928
ポーランドで1928年に登場。FN製BARを原型に、7.92x57mm仕様に改めるなど、ポーランド軍の要求を取り入れ改良を加えたモデル。

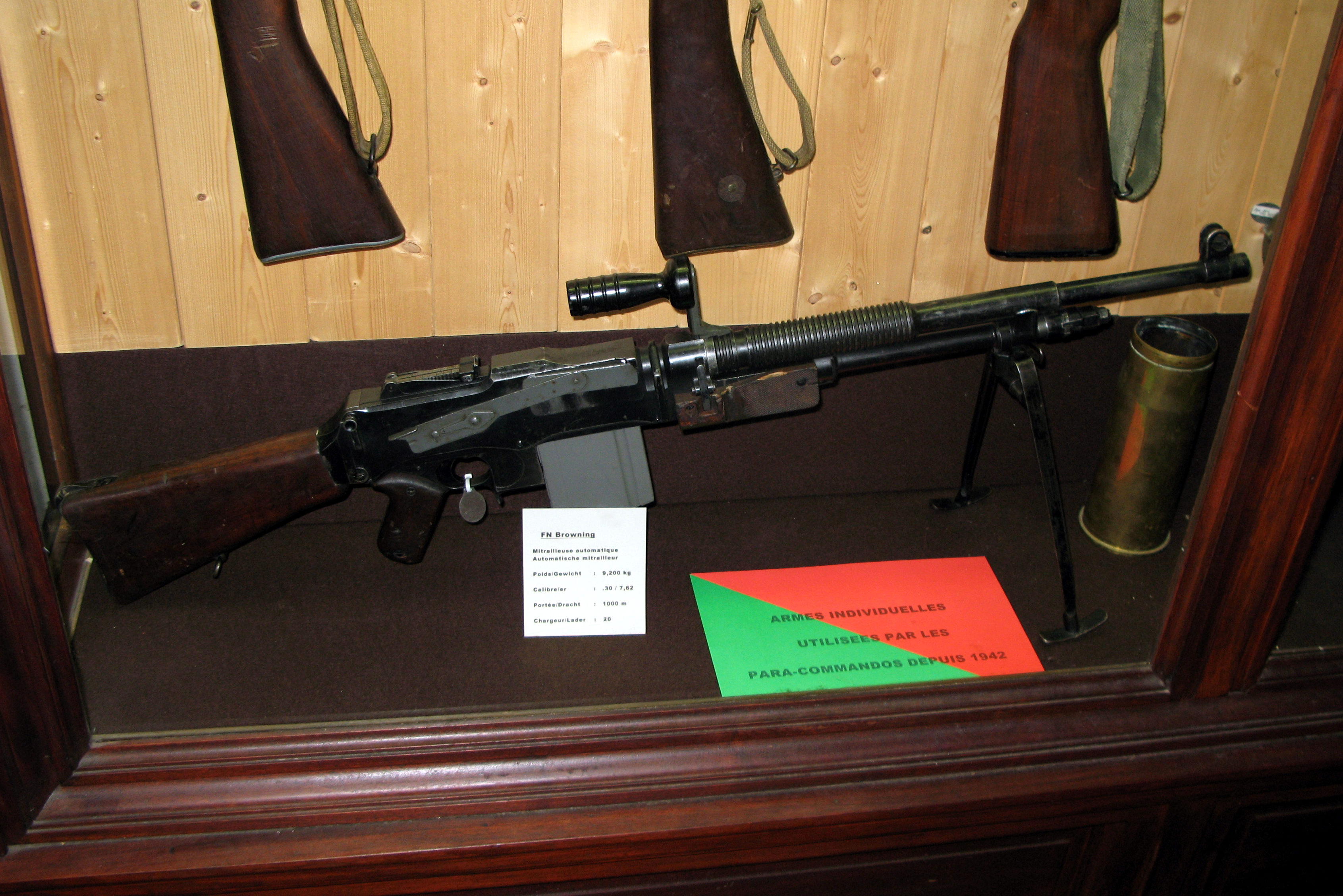
FN M1930
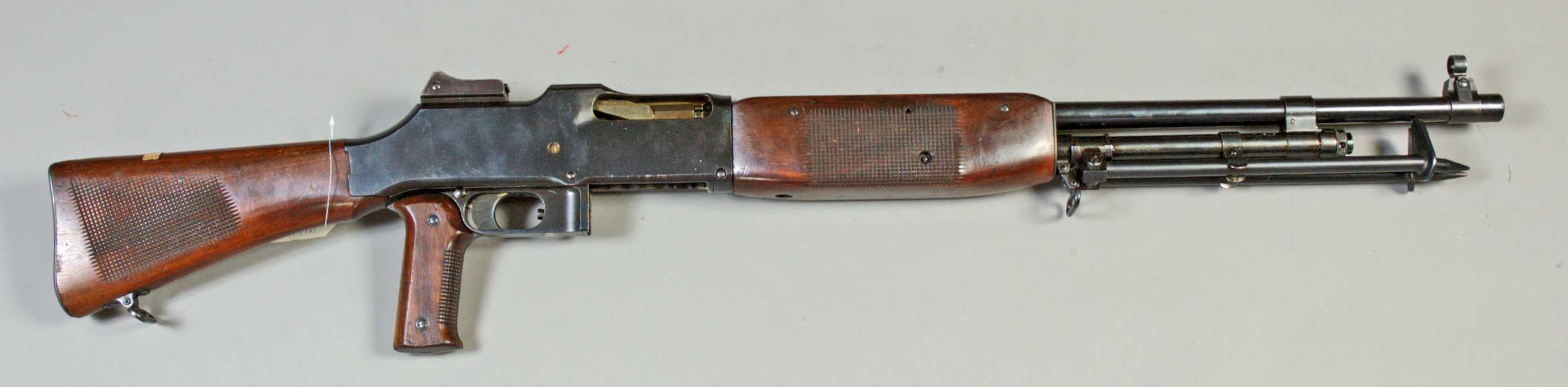
Kg m/21
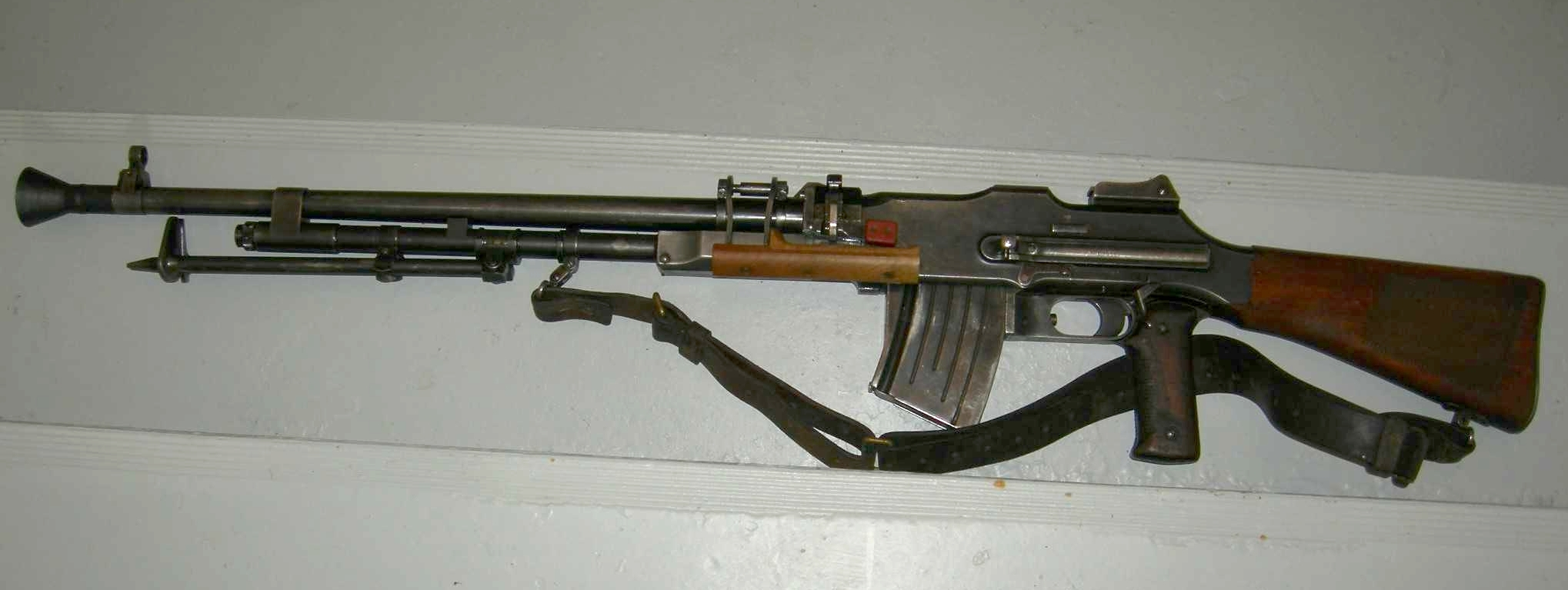
Kg m/37
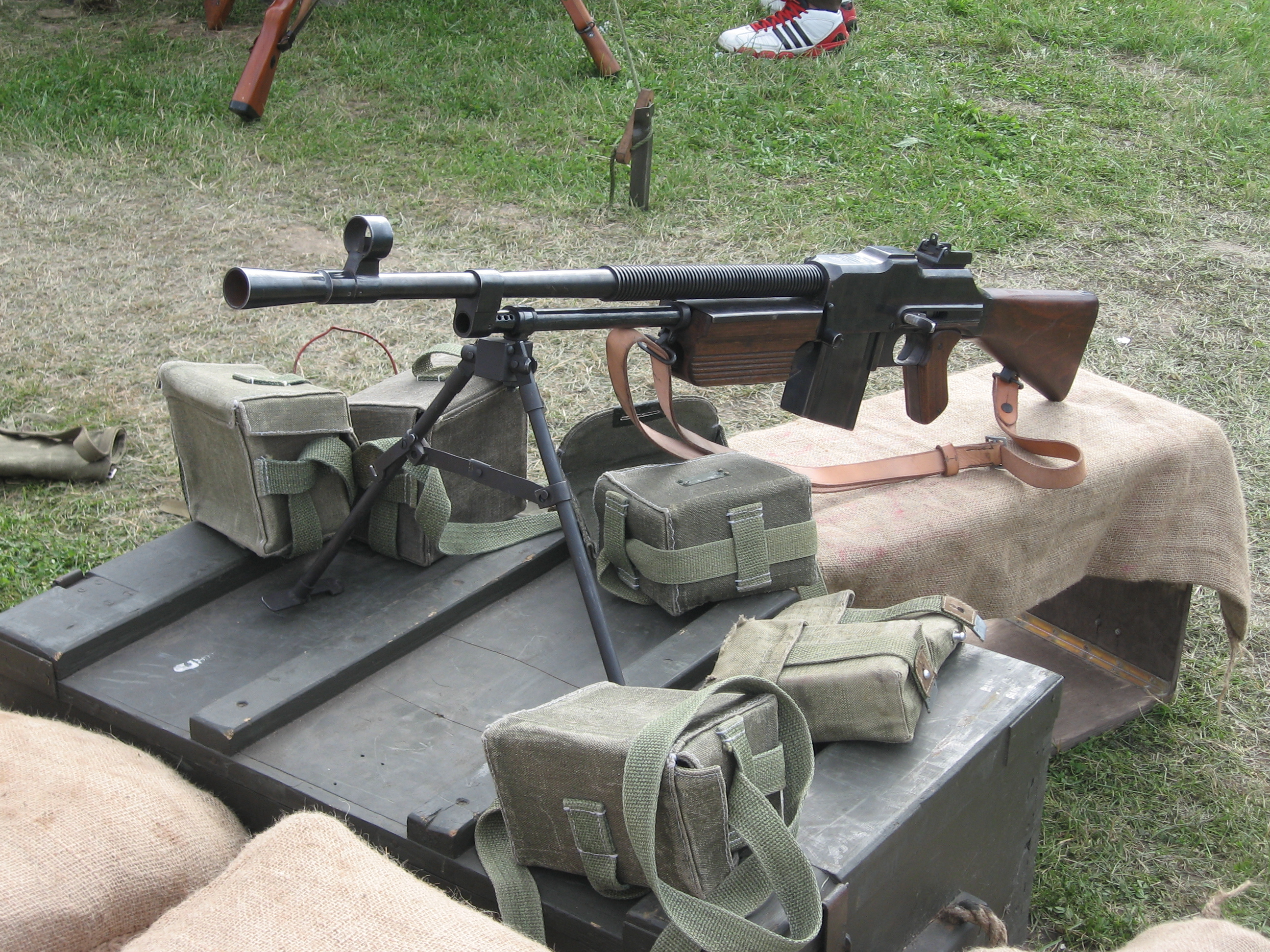
Wz.1928

## 登場作品
第二次世界大戦のアメリカ軍を描いた作品では頻繁に登場する。

### 映画・テレビドラマ
『硫黄島からの手紙』
二宮和也演じる主人公の西郷を取り押さえる際、アメリカ海兵隊がA2を付きつける。
『ウインドトーカーズ』
『コンバット!』
『ザ・テキサス・レンジャーズ』
テキサス・レンジャーの主人公がコルト・モニターを使用する。
『地獄の7人』
『地獄の黙示録』
フランス人植民者がA2を所持する。
『父親たちの星条旗』
『ハクソー・リッジ』
『パブリック・エネミーズ』
『バンド・オブ・ブラザース』
『フューリー』
全般に渡ってアメリカ軍兵士がA2を使用する。
『プライベート・ライアン』
リチャード・ライベン一等兵が二脚を取り外したA2を使用する。
『ブラザーフッド』
『砲艦サンパブロ』
砲艦の装備火器。地上戦の際に使用。
『RRR (映画)』
主人公の一人が試射をする。

### アニメ・漫画
『BLACK LAGOON』
双子のグレーテルが使用。バレルの下に人形がついている。
『ストライクウィッチーズ』『ストライクウィッチーズ2』
リベリオン合衆国（史実のアメリカに相当）出身のウィッチ、シャーロット・E・イェーガーが使用。なお、本作品では実在のメーカー名はすべて架空のメーカー名に置き換えられており、作中におけるBARの正式名称は「ブラウニー・オートマチック・ライフル」である。
『放課後アサルト×ガールズ』
予備役時代から、笠森シマ中佐の愛銃。

### ゲーム
『Enlisted』
米国の武器として登場、ドイツ軍側にもwz.1928が実装されている。
『Fallout: New Vegas』
DLC「DEAD MONEY」にて「オートマチック・ライフル」（AutoMatic Rifle）の名称で登場。
『HIDDEN & DANGEROUS 2』
『Operation Darkness』
『surviv.io』
7.62mm弾を使うイベント限定武器として登場。
『THE 歩兵〜部隊で出撃!戦場の犬たち〜』
『コール オブ デューティシリーズ』
『CoD』
アメリカ軍のマシンガンとして登場する。
『CoD:UO』
米軍のマシンガンとして登場する。
『CoD:FH』
米軍のマシンガンとして登場する。
『CoD2』
米軍のマシンガンとして登場する。
『CoD2:BRO』
米軍のマシンガンとして登場する。
『CoD3』
米軍のマシンガンとして登場する。
『CoD:WaW』
米軍の機関銃として登場する。
『CoD:BO』
ゾンビモードでのみ使用可能。
『戦場のカルマ』
『トータル・タンク・シミュレーター』
米国の突撃兵が装備している。
『ドールズフロントライン』
萌え擬人化されたものが星3MG戦術人形「M1918」として登場。キャラクターデザインにおいてストライクウィッチーズシリーズのシャーリーことシャーロット・E・イェーガーに類似点があるが、デザイン担当の水乌龟氏はシャーリーに影響を与えており、リスペクトしている事を設定資料集のインタビューにて語っている。
『バトルフィールドシリーズ』
『BF1942』
米軍・アメリカ海兵隊・イギリス軍の軽機関銃として登場する。
『BFH』
バトルライフルとして近代化モデルのH.C.A.Rが登場。
『BF1』
援護兵の武器として登場。
『BFV』
援護兵の武器としてA2が「BAR M1918A2」の名称で登場。
『ブラザー イン アームズシリーズ』
『メダル・オブ・オナーシリーズ』